# 兒歌樂園
《兒歌樂園》是李紫昕的第三張大碟，於2006年7月18日推出。此專輯是承接在2005年大受歡迎的《窮孩子》（莫凱謙合唱）的氣勢下發行的。唱片共收錄十六首她自2002年所錄的兒歌。而隨大碟附送一張VCD，內含五首歌曲的卡啦OK及其剖白。

## 曲目[1]
| 曲序 | 曲名                                | 曲           | 詞             | 編曲           | 附註                                                          |
| 01   | 學習時代                            | 李紫昕       | 李紫昕         | Chris Ho       | 2006年小一至小六現代中國語文教科書主題曲                      |
| 02   | 布娃娃                              | 李紫昕       | 李紫昕         | 何秉舜、黃家昌 |                                                               |
| 03   | 窮孩子（莫凱謙合唱）                | 李紫昕、傳統 | 李紫昕         | 何秉舜         | 2005年歌曲                                                    |
| 04   | 音樂通天地                          | 李紫昕       | 李紫昕         | 李紫昕、吳浩東 | 至Net小人類環節《開心Purple音樂通》主題曲 2004年歌曲          |
| 05   | 你好嗎                              | 李紫昕       | 李紫昕         | 李紫昕         | 許文翹、伍文生、羅貫峰、劉家聰、張國洪、杜大偉和音 2004年歌曲 |
| 06   | 森巴嘉年華                          | 李紫昕       | 李紫昕         | 何秉舜         |                                                               |
| 07   | 音樂看世界                          | 李紫昕       | 李紫昕         | 李紫昕、何秉舜 | 2003年歌曲                                                    |
| 08   | 非凡音樂之旅                        | 李紫昕       | 李紫昕         | 李紫昕         | 《紫昕有你開心過聖誕演唱會》主題曲 2003年歌曲                 |
| 09   | 星期日大菠蘿（林柏希合唱）          | 李紫昕       | 李紫昕         | 李紫昕         | 新城《星期日大菠蘿》主題曲                                    |
| 10   | 海洋舞會（Harris Ho合唱）           | 李紫昕       | 李紫昕         | 何秉舜         |                                                               |
| 11   | 燃亮生命Lu La La                    | 李紫昕       | 李紫昕、一舊雲 | 李紫昕         | 2002年歌曲                                                    |
| 12   | Wala Wala 闖世界                    | 李紫昕       | 李紫昕         | 李紫昕         |                                                               |
| 13   | 開心玩音樂                          | 李紫昕       | 李紫昕         | 李紫昕         | TVB兒歌金榜環節《紫昕有你》主題曲 2002年歌曲                  |
| 14   | Tweety（國）                        | 李紫昕       | 李紫昕         | 何秉舜、黃家昌 |                                                               |
| 15   | 快樂的崔弟（國）                    | 李紫昕       | 李紫昕         | 李紫昕         | 2002年歌曲                                                    |
| 16   | 歡樂世界We Are Happy Together（國） | 李紫昕       | 李紫昕         | 黃家昌         |                                                               |

## 唱片版本
- CD+VCD版

## 獎項[2]
- 《燃亮生命Lu La La》——2002年度兒歌金曲嘉年華十大兒歌金曲[3]
- 《開心玩音樂》——2002年度兒歌金曲頒獎典禮十大兒歌金曲
- 《非凡音樂之旅》——2003年度兒歌金曲嘉年華十大兒歌金曲[3]
- 《音樂看世界》——2003年度兒歌金曲頒獎典禮十大兒歌金曲[3]
- 《你好嗎》——2004年度兒歌金曲頒獎典禮最佳兒歌歌曲大獎[3]
- 《音樂通天地》——2004年度兒歌金曲頒獎典禮最佳兒歌歌詞大獎[3]、2005年度新城勁爆兒歌頒獎禮新城勁爆兒歌[2]
- 《窮孩子》——2005年度兒歌金曲頒獎典禮十大兒歌金曲、最佳兒歌歌詞大獎[3]、2005年度新城勁爆兒歌頒獎禮新城勁爆兒歌[2]
- 《布娃娃》——2006年度兒歌金曲頒獎典禮最受爹D媽咪歡迎兒歌大獎[3]、2006年度新城勁爆兒歌頒獎禮新城勁爆兒歌[2]